# Jacob Kremberg

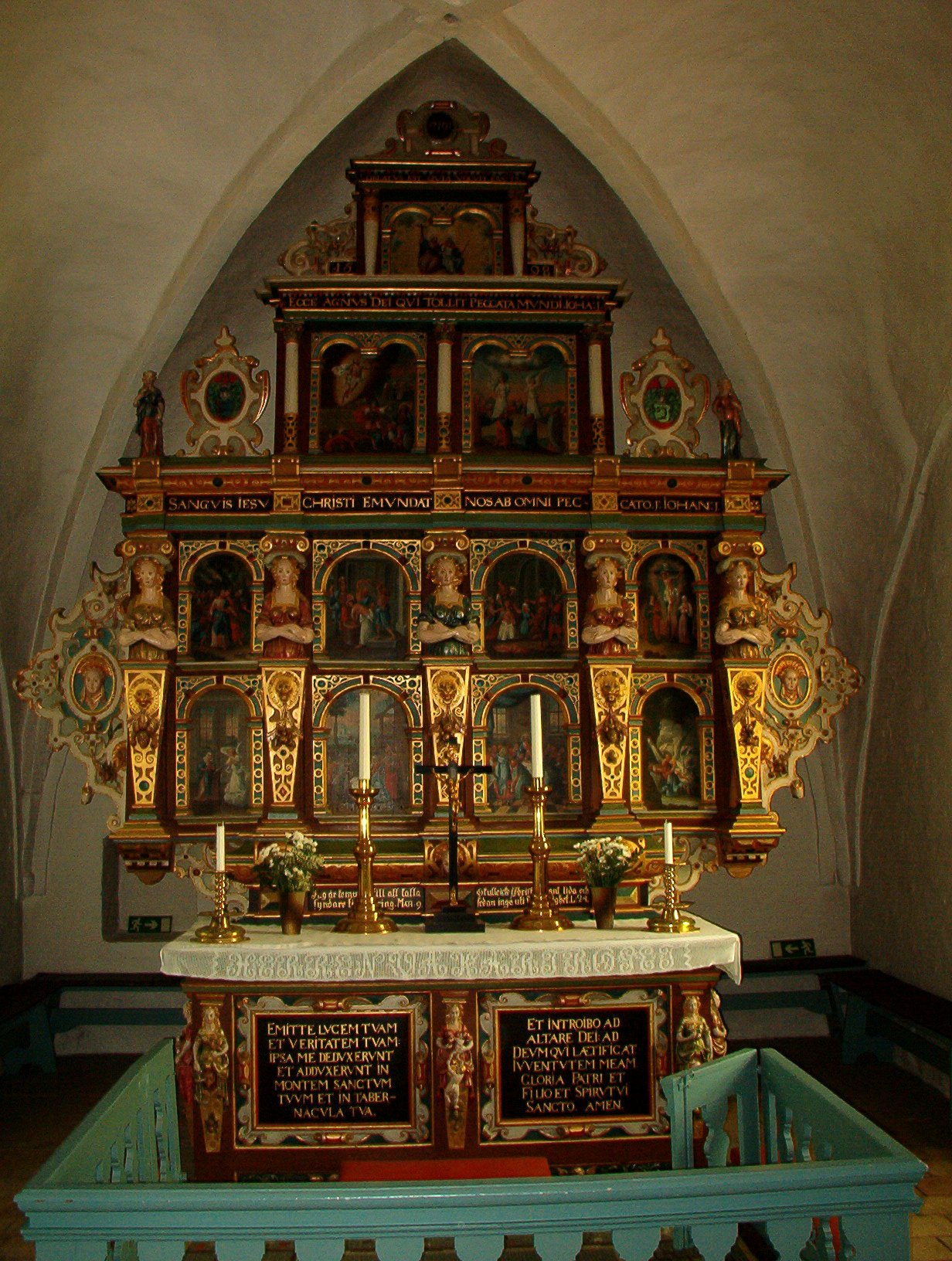
Burlövs gamla kyrkas
Altarupps i trä utförd av Jacob Kremberg.

Jacob Kremberg, död 1641, var en dansk/skånsk träsnidare, verksam i Skåne och har förknippas med arbeten i bland andra Löderups kyrka (predikstol, 1604), Anderslövs kyrka (predikstol, 1630), Burlövs gamla kyrka och Höörs kyrka.

## Biografi
Jacob Kremberg arbetade troligen redan på 1590-talet i Lund och har sannolikt snidat altaruppsatsen i Burlövs gamla kyrka 1598. I Åkirkeby på Bornholm utförde han en altaruppsats 1600 och blev använd för liknande utsmyckning av en mängd kyrkor i Skåne. 1601 utförde ett orgelverk till Lunds domkyrka en ängel numera förvarad i Domkyrkomuseet har troligen tillhört detta orgelverk. Bland hans andra arbeten för Lunds domkyrka märks de i trä skurna vingarna till 1577 års altare av kalksten och alabaster. Främst bland dessa märks Gårdstånga kyrka, där Kremberg 1609-1628 ledde utförandet av altarverk, predikstol, dopfunt, kapellskrank med mera 1609-1622. För Burlövs kyrka utförde han altartavlan, brudstolen och en läktarbröstning i Burlövs kyrka, predikstolen i Höörs kyrka, predikstolen i Hammarlunda kyrka, predikstolen i Kävlinge ödekyrka, predikstolen i Västra Sallerups kyrka. Här visar sig redan vissa barockdrag i formgivningen, liksom i det stora altarverket för Sankt Petri kyrka, Malmö, utfört 1610-1611, vilket han utförde tillsammans med Statius Otto från Lüneburg. Under sina senare år har Kremberg av allt att döma drivit en större verkstad. Efter skånskt mönster brukade han smycka sina predikstolar med figurrika reliefer. Altarfigurerna är ofta strama och högtidliga. Hans renässanspräglade stil ändrade sig under senare år i barock riktning. Kremberg räknas som den Skånska renässanskonstens främste representant, trots reformationen är mycket av hans arbeten snidade kring en medeltida madonnabild.